# Giovanna Trillini
Giovanna Trillini, po mężu Rotella (ur. 17 maja 1970 w Jesi) – włoska florecistka, wielokrotna medalistka igrzysk olimpijskich i mistrzostw świata.
Na igrzyskach olimpijskich w Barcelonie w 1992 roku zdobyła złoty medal w zawodach indywidualnych, pokonując w finale Chinkę Wang Huifeng 2:1. W zawodach drużynowych razem z Margheritą Zalaffi, Francescą Bortolozzi, Dianą Bianchedi i Doriną Vaccaroni także zdobyła złoto. Na rozgrywanych cztery lata później igrzyskach olimpijskich w Atlancie Włoszki w składzie: Francesca Bortolozzi-Borella, Giovanna Trillini i Valentina Vezzali obroniły tytuł mistrzowski. Indywidualnie wywalczyła tym razem brązowy medal, plasując się za Laurą Badeą z Rumunii i Valentiną Vezzali. Wyniki te powtórzyła podczas igrzysk olimpijskich w Sydney w 2000 roku. W drużynie wystąpiła razem z Dianą Bianchedi i Valentiną Vezzali. W rywalizacji indywidualnej wyprzedziły ją Vezzali i Niemka Rita König. Kolejny medal zdobyła podczas igrzysk olimpijskich w Atenach w 2004 roku, zdobywając srebrny medal w zawodach indywidualnych. W finale przegrała z Valentiną Vezzali 11:15. Brała też udział w igrzyskach olimpijskich w Pekinie w 2008 roku, gdzie wspólnie z Margheritą Granbassi, Ilarią Salvatori i Valentiną Vezzali zajęła drużynowo trzecie miejsce. W rywalizacji indywidualnej była czwarta, przegrywając walkę o brązowy medal z Margheritą Granbassi 12:15.
Wielokrotnie zdobywała medale mistrzostw świata, tym dziewięć złotych: indywidualnie na MŚ w Budapeszcie (1991), MŚ w Hadze (1995) i MŚ w Kapsztadzie (1997) oraz drużynowo podczas MŚ w Lyonie (1990), MŚ w Budapeszcie (1991), MŚ w Kapsztadzie (1997), MŚ w Chaux de Fonds (1998), MŚ w Nîmes (2001) i MŚ w Nowym Jorku (2004). Ponadto pięciokrotnie zdobywała srebrne medale (cztery w rywalizacji drużynowej i jeden w indywidualnej) oraz sześciokrotnie brązowe medale (po trzy w rywalizacji drużynowej i indywidualnej).
Kilkukrotnie zdobywała też medale mistrzostw Europy, w tym złote drużynowo na mistrzostwach Europy w Bolzano w 1999 roku i mistrzostwach Europy w Koblencji w 2001 roku.
Po zakończeniu kariery została trenerem. Prowadziła między innymi Alice Volpi i Elisę Di Franciscę.

## Osiągnięcia
| Rok  | Zawody               | Miasto            | Miejsce | Konkurencja  |
| ---- | -------------------- | ----------------- | ------- | ------------ |
| 1986 | Mistrzostwa świata   | Sofia             | 2.      | floret druż. |
| 1987 | Mistrzostwa świata   | Lozanna           | 3.      | floret druż. |
| 1989 | Mistrzostwa świata   | Denver            | 3.      | floret druż. |
| 1990 | Mistrzostwa świata   | Lyon              | 2.      | floret       |
| 1990 | Mistrzostwa świata   | Lyon              | 1.      | floret druż. |
| 1991 | Mistrzostwa świata   | Budapeszt         | 1.      | floret       |
| 1991 | Mistrzostwa świata   | Budapeszt         | 1.      | floret druż. |
| 1992 | Igrzyska olimpijskie | Barcelona         | 1.      | floret       |
| 1992 | Igrzyska olimpijskie | Barcelona         | 1.      | floret druż. |
| 1994 | Mistrzostwa Europy   | Kraków            | 3.      | floret       |
| 1994 | Mistrzostwa świata   | Ateny             | 2.      | floret druż. |
| 1995 | Mistrzostwa świata   | Haga              | 1.      | floret druż. |
| 1995 | Mistrzostwa świata   | Haga              | 2.      | floret       |
| 1996 | Igrzyska olimpijskie | Atlanta           | 3.      | floret       |
| 1996 | Igrzyska olimpijskie | Atlanta           | 1.      | floret druż. |
| 1997 | Mistrzostwa świata   | Kapsztad          | 1.      | floret       |
| 1997 | Mistrzostwa świata   | Kapsztad          | 1.      | floret druż. |
| 1998 | Mistrzostwa Europy   | Płowdiw           | 1.      | floret druż. |
| 1998 | Mistrzostwa świata   | La Chaux-de-Fonds | 3.      | floret       |
| 1998 | Mistrzostwa świata   | La Chaux-de-Fonds | 1.      | floret druż. |
| 1999 | Mistrzostwa Europy   | Bolzano           | 1.      | floret druż. |
| 2000 | Igrzyska olimpijskie | Sydney            | 3.      | floret       |
| 2000 | Igrzyska olimpijskie | Sydney            | 1.      | floret druż. |
| 2001 | Mistrzostwa Europy   | Koblencja         | 1.      | floret druż. |
| 2001 | Mistrzostwa Europy   | Koblencja         | 2.      | floret       |
| 2001 | Mistrzostwa świata   | Nîmes             | 1.      | floret druż. |
| 2004 | Mistrzostwa świata   | Nowy Jork         | 1.      | floret druż. |
| 2004 | Igrzyska olimpijskie | Ateny             | 2.      | floret       |
| 2006 | Mistrzostwa świata   | Turyn             | 3.      | floret       |
| 2006 | Mistrzostwa świata   | Turyn             | 2.      | floret druż. |
| 2007 | Mistrzostwa świata   | Petersburg        | 3.      | floret       |